# Przewlekła obturacyjna choroba płuc
Przewlekła obturacyjna choroba płuc, skrót. POChP (łac. morbus obturativus pulmonum chronicus) – zespół chorobowy charakteryzujący się postępującym i niecałkowicie odwracalnym ograniczeniem przepływu powietrza przez drogi oddechowe. Ograniczenie to wynika z choroby małych dróg oddechowych i zniszczenia (rozedmy), o różnym nasileniu, miąższu płucnego, przy czym jest najczęściej związane z odpowiedzią zapalną układu oddechowego na szkodliwe pyły i substancje, z jakimi chory ma do czynienia w ciągu swojego życia. Najczęstszą przyczyną POChP jest narażenie na dym tytoniowy, ale inne czynniki, na przykład substancje drażniące z powietrza oraz stany wrodzone (między innymi niedobór alfa1-antytrypsyny), również mogą doprowadzić do rozwinięcia się choroby. W Stanach Zjednoczonych POChP jest trzecią pod względem częstości przyczyną zgonów. Objawy są niespecyficzne, dominuje duszność. Rozpoznanie stawia się na podstawie badania spirometrycznego. Leczenie ma charakter objawowy. POChP jest chorobą nieuleczalną, a wszelkie działania lekarskie mają na celu spowolnienie procesu chorobowego i poprawę komfortu życia pacjenta.

## Epidemiologia
Dane na temat częstości występowania POChP są niedoszacowane, głównie w związku z nierozpoznawaniem wczesnych stadiów choroby, a także stosowaniem różnych kryteriów diagnostycznych i metod określania chorobowości. Na podstawie przeprowadzonych badań stwierdzono, że około jednej czwartej osób w wieku powyżej 40 lat ma ograniczenia przepływu w drogach oddechowych mogące odpowiadać I stadium POChP (przebieg naturalny).
U palaczy tytoniu (aktualnych i byłych) przewlekła obturacyjna choroba płuc występuje znacznie częściej niż w populacji osób niepalących. Częściej chorują również osoby po 40. roku życia oraz mężczyźni.
Liczba konsultacji lekarskich z powodu POChP stanowi istotne obciążenie służby zdrowia. Szacuje się, że w Stanach Zjednoczonych w 2000 roku było około 8 milionów wizyt w przychodniach i gabinetach, 1,5 miliona wizyt na oddziałach pomocy doraźnej oraz 673 000 hospitalizacji.
Niekorzystny epidemiologiczny i ekonomiczny wpływ na przebieg POChP posiada występowanie chorób towarzyszących (comorbidity).
Światowa Organizacja Zdrowia określa liczbę chorych na POChP na 210 milionów w skali światowej. W 2005 roku zmarło z tego powodu 3 miliony osób. WHO przewiduje, że POChP w 2030 roku stanie się czwartą przyczyną zgonów na świecie.
Ostatnio notuje się zwiększenie umieralności kobiet. W 2000 roku w Stanach Zjednoczonych liczba zgonów kobiet była po raz pierwszy większa niż mężczyzn (59 926 wobec 59 118), chociaż umieralność mężczyzn jest nadal większa. Szacuje się, że w następnych latach umieralność na POChP wśród kobiet będzie większa niż wśród mężczyzn.
Częstość występowania POChP, a także jej nieodwracalny przebieg połączony z narastającą liczbą zaostrzeń, stanowi również poważny problem ekonomiczny. W Unii Europejskiej całkowity koszt związany z POChP wynosi około 4,7 miliarda euro. W Stanach Zjednoczonych bezpośrednie koszty POChP (koszty służby zdrowia związane z diagnostyką i leczeniem) w 2002 roku wyniosły 18 miliardów dolarów, a koszty pośrednie (związane z niesprawnością, absencjami w pracy itp.) 14,1 miliarda dolarów.
W Polsce w latach 1999–2000 POChP była przyczyną 2,6% zgonów mężczyzn i 1,3% kobiet. Rocznie w Polsce umiera z powodu tej choroby 15 000 osób. Niemal połowa chorych umiera w ciągu 10 lat od momentu rozpoznania. U około 10% populacji polskiej po 40. roku życia stwierdza się cechy POChP.

## Etiopatogeneza

### Czynniki ryzyka

#### Palenie tytoniu
Do najlepiej udokumentowanych czynników ryzyka wystąpienia przewlekłej obturacyjnej choroby płuc należy palenie tytoniu (papierosy, fajki, cygara). Ryzyko jest zależne od dawki, im większe narażenie, tym większa częstość występowania POChP. Palenie fajek czy cygar powoduje nieco mniejszą chorobowość i umieralność niż u palaczy papierosów, ale i tak istotnie wyższą niż u populacji niepalącej. Z uwagi na to, że nie u wszystkich palaczy tytoniu rozwija się klinicznie jawna POChP, postuluje się współistniejący udział czynników genetycznych, które mogą modyfikować odpowiedź organizmu na szkodliwe substancje. Zwiększone ryzyko wystąpienia POChP może również warunkować bierne palenie tytoniu.

#### Zanieczyszczenie powietrza i narażenie zawodowe
Wśród innych wziewnych czynników ryzyka wymienia się również narażenie zawodowe na pyły przemysłowe i substancje chemiczne. Szacuje się, że ww. czynniki odpowiadają za 10–20% przypadków rozwoju POChP. Również spalanie w warunkach domowych biomasy (zwłaszcza w źle wentylowanych pomieszczeniach) może być czynnikiem ryzyka, zwłaszcza u kobiet w krajach rozwijających się. Nie ma badań na temat wpływu zanieczyszczenia środowiska na rozwój POChP, niemniej wiadomo, że skażenie powietrza atmosferycznego wiąże się z istotnym pogorszeniem czynności układu oddechowego.

#### POChP jako choroba autoimmunologiczna
Pojawiają się doniesienia mówiące o autoimmunologicznym składniku, który odgrywa rolę w POChP. Potwierdzeniem teorii jest obecność autoreaktywnych limfocytów T i autoprzeciwciał. Dodatkowo u wielu osób, które rzuciły palenie, nadal zachodzą przewlekłe procesy zapalne powodujące nieadekwatną do wieku, postępującą utratę czynności płuc.

#### Czynniki genetyczne

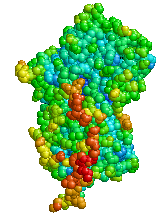
Model α1-antytrypsyny

Czynniki genetyczne mają również istotny wpływ na rozwój POChP. Jest to zależność wielogenowa. Stosunkowo najlepiej udokumentowany jest wpływ wrodzonego niedoboru α1-antytrypsyny. U osób dotkniętych tym schorzeniem rozwija się rozedma, która z biegiem czasu doprowadza do upośledzenia czynności płuc.
Inne dysfunkcje genowe opisywane w badaniach dotyczą zaburzeń w obrębie genów kodujących TGF-β1, mikrosomalną hydrolazę epoksydową typu 1 (mEPHX1) oraz TNF-α. Zaobserwowano również zwiększone narażenie na POChP u rodzeństwa palaczy papierosów chorujących na ciężką obturacyjną chorobę płuc, co może dowodzić wpływu czynników genetycznych. Zdołano zlokalizować kilka miejsc na chromosomach (głównie na chromosomie 2), które mogą zawierać geny podatności na POChP.

#### Inne czynniki ryzyka
Wśród innych czynników ryzyka wymienia się:
- Zaburzenia rozwoju płuc w okresie płodowym oraz ich wzrostu po urodzeniu i w dzieciństwie, które mogą prowadzić do następstw w wieku późniejszym i odpowiadać za zwiększone ryzyko wystąpienia POChP[29].
- Stres oksydacyjny zaistniały w chwili zaburzenia równowagi pomiędzy czynnikami antyoksydacyjnymi a substancjami utleniającymi. Powoduje on zarówno bezpośrednie uszkodzenie płuc, jak i pośrednie, poprzez aktywację mechanizmów zapalnych[30].
- Uważa się, że kwestia płci determinuje większą częstość zachorowań, niemniej niektóre badania dowodzą większej podatności kobiet na działanie dymu tytoniowego, a przez to na rozwój POChP[31].
- Częste infekcje, zarówno bakteryjne, jak i wirusowe w wieku dziecięcym, mogą prowadzić do rozwoju POChP[32], zaś w przypadku rozwiniętego obrazu POChP, mogą sprzyjać występowaniu zaostrzeń.
- Niski status społeczno-ekonomiczny[33].
- Kwestia związku pomiędzy niedostatecznym odżywieniem i występowania POChP nie została jeszcze sprecyzowana. Badania na zwierzętach wykazały istnienie zależności między głodzeniem a rozwojem rozedmy[34], tym niemniej jeszcze nie znaleziono dowodów na potwierdzenie tej zależności u ludzi.
- Wpływ astmy również nie jest jednoznaczny. Niektóre badania wykazują zwiększone ryzyko POChP u dorosłych chorych na astmę[35].

### Patogeneza
Rozwój POChP jest związany z lokalną, nieprawidłową reakcją zapalną w tkance płucnej, będącą odpowiedzią organizmu na działanie szkodliwych substancji dostarczanych drogą wziewną i występującą u osób predysponowanych (wiek, czynniki genetyczne i inne wymienione w sekcji czynniki ryzyka). Dochodzi do bezpośredniego uszkodzenia płuc z rozwojem rozedmy i zwłóknieniem drobnych dróg oddechowych, co prowadzi do upośledzenia wymiany gazowej.
Zmiany dotyczą głównie końcowych odcinków dróg oddechowych oraz naczyń płucnych. Polegają na charakterystycznym zapaleniu ze zwiększoną ilością neutrofili w świetle dróg oddechowych, makrofagów w świetle dróg oddechowych, ich ścianach, a także w miąższu płucnym oraz limfocytów T CD8+ w ścianach dróg oddechowych i miąższu płucnym (zwiększona jest również liczba limfocytów T CD4+, ale w mniejszym stopniu niż CD8+; stosunek CD8+ do CD4+ zwiększa się).
W okresie zaostrzeń stwierdza się również zwiększoną ilość eozynofilów w plwocinie i ścianach dróg oddechowych, a w przypadku współistniejącej infekcji – limfocytów B.
Ww. komórki zapalne powodują bezpośrednie uszkodzenie tkanki płucnej, a także produkują mediatory, które nasilają reakcję zapalną, zwiększają napływ z krążenia komórek zapalnych i powodują przebudowę morfologiczną otaczających tkanek. Wśród mediatorów biorących udział w patogenezie POChP wymienia się: leukotrien B4, interleukinę 8, TNF-α, IL-1β; IL-6, TGF-β.
U chorych z POChP dochodzi również do zwiększenia stresu oksydacyjnego, bezpośrednio – głównie na skutek narażenia na dym tytoniowy oraz pośrednio – poprzez inaktywację antyoksydantów. Powoduje to zmniejszenie aktywności antyproteaz (α1-antytrypsyna, α1-antychymotrypsyna, elafina, cystatyny i inne), zwiększenie wydzielania śluzu i produkcję wysięku. Istotną składową POChP jest nierównowaga pomiędzy działalnością proteaz (elastaza, katepsyna G, proteinaza 3 i inne) a antyproteaz. Zmniejszenie zawartości w tkance płucnej elastyny rozkładanej przez proteinazy determinuje rozwój rozedmy.
W efekcie tych reakcji dochodzi do:

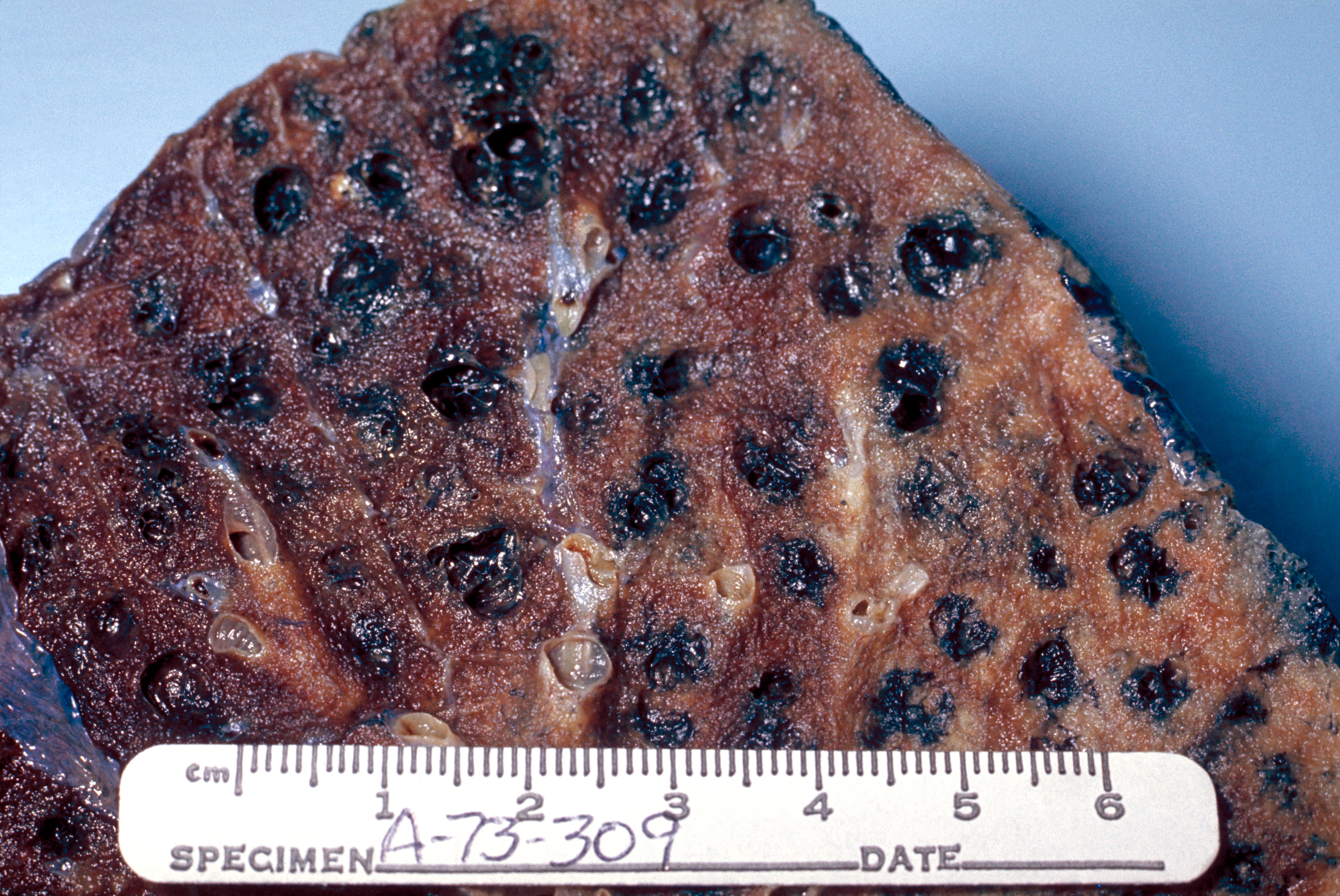
Obraz rozedmy centralnej zrazików charakterystycznej dla palaczy tytoniu. Widoczne liczne jamy wypełnione złogami węglowymi

- w obrębie dużych dróg oddechowych:
  - zwiększenia ilości komórek kubkowych i gruczołów warstwy podśluzówkowej
  - zwiększonego wydzielania śluzu
  - metaplazji płaskonabłonkowej
- w obrębie obwodowych dróg oddechowych (średnica < 2 mm)
  - pogrubienia ścian
  - włóknienia tkanki zrębowej
  - tworzenia wysięku
  - obturacji dróg oddechowych
- w obrębie miąższu płucnego
  - niszczenia ścian pęcherzyków płucnych
  - rozedmy centralnej zrazików – głównie u palaczy papierosów
  - rozedmy całego zrazika – głównie w niedoborze α1-antytrypsyny
- w obrębie naczyń płucnych
  - pogrubienia błony wewnętrznej
  - zaburzenia funkcji śródbłonka
  - rozwoju nadciśnienia płucnego.

### Patofizjologia
Zaburzenia czynności płuc, a także skutki ogólnoustrojowe są spowodowane procesami patomorfologicznymi wymienionymi w powyższej sekcji. Dochodzi do upośledzenia wymiany gazowej głównie na skutek zniszczenia miąższu płucnego przez rozedmę, a także postępującego spadku FEV1 związanego z zapaleniem i obturacją dystalnych dróg oddechowych. Dodatkowo zwężenie obwodowych dróg oddechowych powoduje powstanie tzw. pułapki powietrznej polegającej na uwięzieniu powietrza i rozdęciu płuc. Skutkiem tego jest zmniejszenie pojemności wdechowej i wzrost czynnościowej pojemności zalegającej. Zmiany takie występują już we wczesnej fazie choroby i są odpowiedzialne za duszność wysiłkową.
Późnym powikłaniem POChP jest nadciśnienie płucne, które jest spowodowane skurczem drobnych tętniczek płucnych na skutek niedotlenienia. Dochodzi do rozrostu błony środkowej tętnic i przerostu mięśniówki gładkiej oraz utrwalenia nadciśnienia. Obserwuje się również zaburzenie funkcji śródbłonka oraz reakcję zapalną. Efektem nadciśnienia płucnego jest przerost prawej komory serca i rozwój serca płucnego.
Wśród ogólnoustrojowych skutków POChP wymienia się: wyniszczenie, zanik mięśni szkieletowych, osteoporozę, depresję, niedokrwistość oraz zwiększone ryzyko chorób sercowo-naczyniowych związane ze wzrostem CRP.

#### Przewlekłe zapalenie oskrzeli
Przewlekłe zapalenie oskrzeli definiuje się klinicznie jako występowanie kaszlu z produkcją plwociny przez większość dni w tygodniu, w ciągu 3 miesięcy w roku, przez 2 kolejne lata.

#### Rozedma
Rozedmę definiuje się histologicznie jako powiększenie przestrzeni powietrznych dystalnych części oskrzelików końcowych z destrukcją ich ścian.

## Objawy
Do głównych objawów POChP należy duszność występująca przez kilka miesięcy, a nawet lat. Jest główną przyczyną szukania pomocy lekarskiej przez pacjenta. Początkowo jest obecna tylko przy większym wysiłku, w miarę postępu choroby narasta, występując w spoczynku, utrudniając normalne funkcjonowanie.
Mogą jej towarzyszyć świszczący oddech, uczucie ciasnoty w klatce piersiowej oraz uporczywy, produktywny lub bezproduktywny kaszel. Kaszel ma charakter przewlekły. Jest jednym z pierwszych objawów POChP, zwłaszcza u palaczy tytoniu.
Plwocina może zawierać krew (krwioplucie) i ulegać zagęszczaniu zwykle w wyniku uszkodzenia naczyń krwionośnych w drogach oddechowych. Odkrztuszanie dużej ilości plwociny może świadczyć o obecności rozstrzeni oskrzeli. Z kolei duża ilość ropnej wydzieliny może być pierwszym objawem rozpoczynającego się zaostrzenia.
Zaawansowana POChP może prowadzić do sinicy spowodowanej spadkiem saturacji (obniżenie wysycenia hemoglobiny tlenem). W bardzo zaawansowanych przypadkach POChP może prowadzić do rozwinięcia się serca płucnego z powodu wzmożonej pracy, jaką musi wykonać serce, aby pokonać zwiększony opór łożyska płucnego.
Do innych objawów zalicza się przyspieszenie oddechu (tachypnoe) i świsty słyszalne w osłuchiwaniu stetoskopem, a także obniżenie tolerancji wysiłku. W zaawansowanych postaciach może występować również spadek masy ciała, jadłowstręt, omdlenia w trakcie napadów kaszlu, depresja.
W badaniu fizykalnym można stwierdzić wspomnianą wyżej sinicę oraz świsty nad polami płucnymi (świadczące o obturacji w drzewie oskrzelowym). Do innych zjawisk osłuchowych mogących występować w przebiegu POChP należą: ściszenie szmeru pęcherzykowego (obecność rozedmy) oraz trzeszczenia w fazie wdechowej. Często nie można wysłuchać tonów serca (typowym miejscem osłuchiwania serca u ludzi z POChP jest okolica nad wyrostkiem mieczykowatym). Widoczna jest nieprawidłowa budowa ścian klatki piersiowej, chory często oddycha przez „zasznurowane usta”, widoczna jest praca dodatkowych mięśni oddechowych, wokół kostek mogą występować obrzęki świadczące o niewydolności prawokomorowej serca. Opisywany jest także objaw polegający na zasinieniu skóry w okolicy górnej części mostka, które niekiedy sprawia wrażenie opalenizny z obecnością „gęsiej skórki” (tzw. objaw rozpiętego kołnierzyka).

## Rozpoznanie

Schematyczny spirogram ukazujący zmniejszenie FEV_{1} i FVC u chorego na POChP

Złotym standardem w rozpoznaniu i monitorowaniu choroby jest spirometria. Na podstawie obrazu klinicznego można z dużą pewnością podejrzewać rozpoznanie, niemniej ostatecznym dowodem potwierdzającym jest wynik badania spirometrycznego. Spirometrię należy wykonać u każdego pacjenta z podejrzeniem POChP. Stwierdzenie upośledzenia natężonej pojemności życiowej (FVC) poniżej 80% wartości należnej (dostosowanej do płci, wieku, wzrostu i rasy) oraz zmniejszenie wskaźnika Tiffeneau poniżej 70%, potwierdzają rozpoznanie. Na podstawie wartości spirometrycznych dokonuje się szacunkowego podziału choroby na stadia (patrz sekcja przebieg naturalny).
W przeglądzie systematycznym wykazano, że żaden pojedynczy objaw przedmiotowy lub podmiotowy nie może jednoznacznie wskazać na rozpoznanie POChP. W jednym z badań wykazano, że jednoczesne stwierdzenie w wywiadzie: 30 paczkolat, osłabienia odgłosów oddechowych i szczytowy przepływ wynoszący <350 l/min dają łącznie 98% czułość prawidłowego zdiagnozowania POChP.

### Badania dodatkowe
W badaniu spirometrycznym można również ocenić stopień odwracalności obturacji oskrzeli po zastosowaniu bronchodilatatora. Pozwala to ocenić odpowiedź organizmu na planowane leczenie, niemniej nie ma żadnego wpływu na ocenę dalszego postępu choroby. Za istotne przyjmuje się zwiększenie FEV1 o więcej niż 200 ml i o więcej niż 12% w stosunku do wartości uzyskiwanych w badaniu wykonywanym przed podaniem leku.
Na zdjęciu rentgenowskim klatki piersiowej (klp) widoczna jest nadmierna jasność płuc (niekiedy widoczne pęcherze rozedmowe) jako wynik rozedmy, spłaszczenie kopuł przepony, raptowne urywanie się cieni naczyń. W tomografii komputerowej (TK) może być widoczna rozedma – wykonanie tomografii jest niezbędne przed planowanym leczeniem operacyjnym.
W krwi tętniczej może wystąpić niskie ciśnienie parcjalne tlenu (hipoksemia), a ciśnienie parcjalne dwutlenku węgla może być podniesione (kwasica oddechowa). Wśród innych badań laboratoryjnych istotnym parametrem jest hematokryt. U osób z przewlekłą hipoksemią rozwija się czerwienica (Hct >55%).
U osób w młodym wieku z obecną rozedmą można wykonać badanie w kierunku niedoboru α1-antytrypsyny. Należy wykonać również badania przesiewowe u członków rodziny.
U osób z podejrzeniem nadciśnienia płucnego powinno się wykonać ECHO oraz EKG.
W celu oceny wydolności wysiłkowej stosuje się próby na bieżni ruchomej lub ergometrze rowerowym, ewentualnie test 6-minutowego marszu czy test marszowy wahadłowy.

### Różnicowanie
POChP różnicuje się przede wszystkim z astmą oskrzelową. Za astmą przemawia początek choroby w dzieciństwie lub młodym wieku, współistniejące inne choroby alergiczne, szybkie narastanie objawów i dobra odpowiedź po zastosowaniu sterydów, odwracalność obturacji (w większości przypadków).
Zastoinową niewydolność serca mogą sugerować symetryczne, przypodstawne trzeszczenie i rzężenia nad polami płucnymi oraz poszerzenie serca w rtg klp. Obfita ropna plwocina, odpluwanie „pełnymi ustami”, częste infekcje bakteryjne, rzężenia nad polami płucnymi, poszerzenie oskrzeli w rtg klp może świadczyć o rozstrzeniach oskrzeli. Za gruźlicą przemawia charakterystyczny obraz radiologiczny oraz dodatni wynik badania mikrobiologicznego w kierunku prątków. Zarostowe zapalenie oskrzelików występuje w młodszym wieku, w TK klp wykonanej w trakcie wydechu można zaobserwować obszary hipodensji.

## Przebieg naturalny i rokowanie
Przewlekła obturacyjna choroba płuc ma charakter nieodwracalny i postępujący (zwłaszcza przy ciągłym narażeniu na czynniki szkodliwe). Rozpoznanej już POChP nie da się wyleczyć, niemniej poprzez odpowiednie leczenie i ograniczenie narażenia na niekorzystne czynniki można spowolnić postęp choroby, a także poprawić komfort życia pacjenta. Przewlekła tlenoterapia zwiększa przeżywalność u osób z niewydolnością oddechową, natomiast nie istnieją badania potwierdzające wzrost przeżywalności u osób z POChP po zastosowaniu innego leczenia – ma ono wyłącznie charakter objawowy.
W celach systematycznych stosuje się klasyfikację pacjentów z POChP na podstawie spirometrii. Tabela obok przedstawia taką klasyfikację z podziałem na stadia i objawy kliniczne, które mogą zgłaszać pacjenci. Wartości spirometryczne są czysto umowne, nie zostały one klinicznie zweryfikowane. FEV1/VC i FEV1 dotyczą procentowych wartości przepływów płucnych po zastosowaniu leku rozszerzającego oskrzela.
Rokowanie ma ścisły związek z zaprzestaniem palenia tytoniu. U pacjentów, którzy kontynuują nałóg ryzyko upośledzenia czynności płuc jest znacznie większe. Wśród niekorzystnych czynników wpływających na dalsze rokowanie wymienia się również: duże nasilenie duszności w skali MRC, zmniejszenie wydolności wysiłkowej w teście 6-minutowego marszu, niski wskaźnik BMI oraz występujące powikłania POChP (zwłaszcza serce płucne).
Głównymi przyczynami zgonu u chorych z POChP są choroby układu krążenia, rak płuca oraz niewydolność oddechowa. Częstsze zaostrzenia zwiększają ryzyko zgonu. U często hospitalizowanych pacjentów ze współistniejącą hiperkapnią ryzyko zgonu wynosi ok. 49% w przeciągu 2 lat.
Zagrożenie zgonem w przebiegu POChP można określić za pomocą wskaźnika BODE, który obejmuje następujące parametry: BMI, procent FEV1, nasilenie duszności w skali MRC oraz wynik testu 6-minutowego marszu.

## Postępowanie terapeutyczne

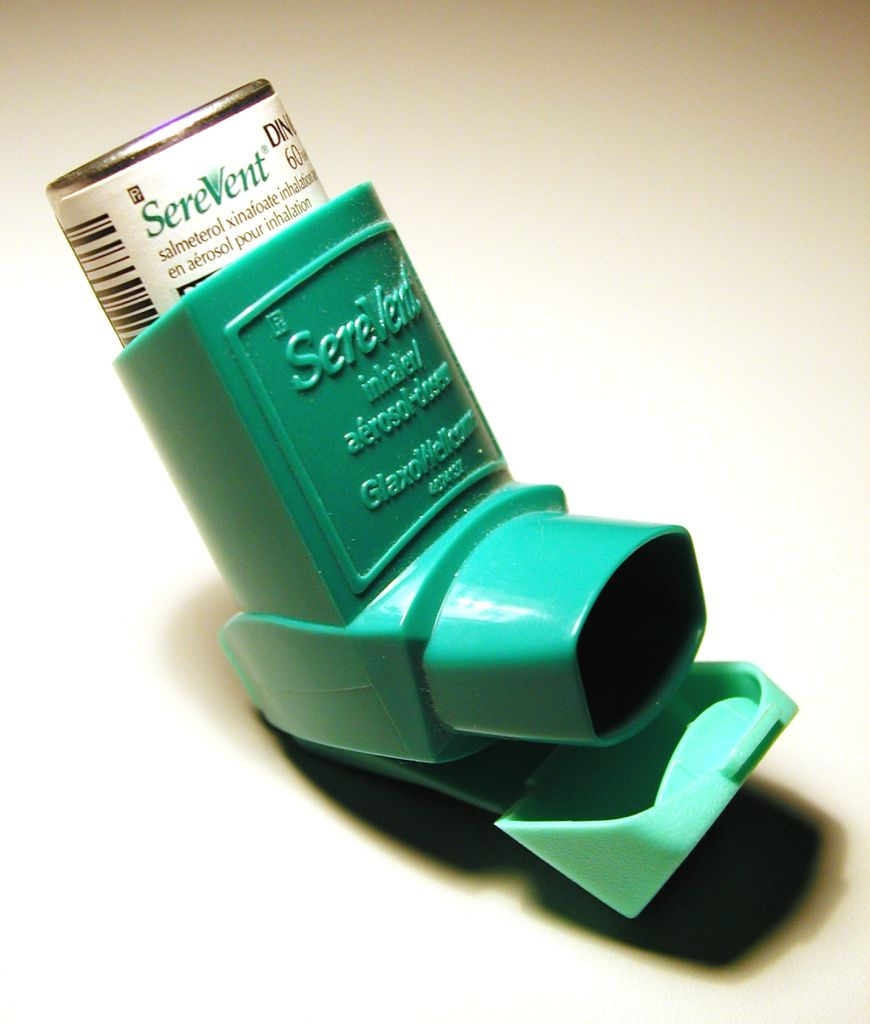
Inhalator zawierający preparat salmeterolu (SereVent®)

POChP jest chorobą nieuleczalną i postępującą w czasie, a wszelkie działania lekarskie mają na celu spowolnienie dalszego postępu choroby i poprawę komfortu życia pacjenta. Terapia powinna zostać dostosowana do potrzeb indywidualnego pacjenta i zależy od ciężkości stanu, a także od stopnia dostępności leczenia, współpracy z pacjentem, uwarunkowań kulturowych i lokalnych.
Istotną kwestią w leczeniu POChP jest właściwa edukacja pacjenta i jego rodziny. Wiedza o chorobie pomoże pacjentowi radzić sobie z POChP w codziennym życiu, a także poprawi ogólny stan zdrowia, mimo że obiektywnie nie wpłynie na czynność płuc. Największe znaczenie ma ukierunkowanie pacjenta na działania, które mają na celu usunięcie z jego otoczenia czynników wpływających negatywnie na postęp choroby, a zwłaszcza zmobilizowanie pacjenta do zaprzestania palenia papierosów.

### Zaprzestanie palenia tytoniu
Zaprzestanie palenia tytoniu jest jednym z najważniejszych czynników mających znaczenie dla spowolnienia postępu choroby. Nawet w późnym stadium choroby może to obniżyć tempo pogarszania się stanu chorego i opóźnić wystąpienie niepełnosprawności i śmierci.

### Leczenie farmakologiczne
Leczenie farmakologiczne stosowane w POChP ma jedynie charakter objawowy: poprawia komfort życia poprzez łagodzenie objawów i poprawę wydolności wysiłkowej, zmniejsza częstość zaostrzeń, a co za tym idzie liczbę hospitalizacji. W żaden sposób nie wpływa na zahamowanie postępującego upośledzenia czynności płuc. Stosuje się terapię dostosowaną do potrzeb pojedynczego pacjenta. Leczenie ma charakter przewlekły, postępujący – w zależności od pogarszającego się stanu pacjenta wprowadza się większe dawki już stosowanych leków lub dołącza nowe.

#### Leki rozszerzające oskrzela
Lekami pierwszego rzutu są leki rozszerzające oskrzela (leki, które powodują polepszenie wartości spirometrycznych). Poprawiają one opróżnianie płuc z powietrza w czasie wydechu, zmniejszają dynamiczne rozdęcie płuc, a także poprawiają wydolność wysiłkową. W codziennym leczeniu długoterminowym pierwszeństwo mają długo działające leki rozszerzające oskrzela, a nie krótko działające, które są używane przede wszystkim do opanowywania stanów zaostrzenia duszności (ang. exacerbations). W terapii POChP zastosowanie znalazły β2-mimetyki, leki przeciwcholinergiczne oraz metyloksantyny, które można stosować pojedynczo (monoterapia), a także w połączeniach – leczeniu skojarzonemu przypisuje się większy efekt bronchodilatacyjny.
β2-mimetyki działają poprzez pobudzenie oskrzelowego receptora adrenergicznego β2, zwiększenie stężenia cAMP i w efekcie zapobieganie skurczowi dróg oddechowych. Podaje się je w sposób wziewny (lek dostaje się do organizmu wraz z powietrzem podczas wdechu) za pomocą różnego typu inhalatorów. Stosowane doustnie działają znacznie wolniej i są obarczone większym ryzykiem działań niepożądanych.
Leki przeciwcholinergiczne powodują rozkurcz oskrzeli poprzez zablokowanie receptora muskarynowego typu M3 dla acetylocholiny i hamowanie zależnego od nerwów błędnych wzrostu stężenia cGMP w docelowych komórkach. Podaje się je również w postaci wziewnej. Wziewne leki przeciwcholinergiczne, tak jak i wziewne β2-mimetyki, stosunkowo rzadko powodują efekty uboczne.
Mechanizm działania metyloksantyn nie jest do końca poznany. Prawdopodobnie są inhibitorami fosfodiesterazy. W terapii POChP stosuje się aminofilinę i teofilinę. Nie istnieją badania określające czas trwania efektu ich działania. Stosowane przewlekle w małej dawce zmniejszają częstość zaostrzeń. Powodują skuteczne rozszerzenie oskrzeli, niemniej ich działanie jest ograniczone przez potencjalne, groźne efekty uboczne. Leczenie metyloksantynami jest szczególnie problematyczne ze względu na to, że skuteczne dawki są bliskie dawkom toksycznym.

#### Glikokortykosteroidy
Stosowanie sterydów ma mniejsze znaczenie niż w przypadku astmy, niemniej przewlekła terapia wziewnymi lekami zmniejsza częstość zaostrzeń u chorych na ciężkie postaci POChP. Nie poprawiają wartości spirometrycznych, nie zmniejszają umieralności i mogą powodować częstsze występowanie zapalenia płuc. Glikokortykosteroidy wziewne są obarczone mniejszym ryzykiem powikłań niż postaci doustne. Obecnie nie ma danych potwierdzających większą skuteczność leków doustnych – nie zaleca się ich stosowania w przewlekłej terapii ze względu na liczne i poważne działania niepożądane.

#### Szczepienia
U chorych na POChP zaleca się wykonywanie corocznych szczepień przeciwko grypie. Mogą one zmniejszyć ryzyko wystąpienia ciężkiego przebiegu choroby oraz zmniejszają ryzyko zgonu. Polisacharydowa szczepionka przeciwko pneumokokom powinna być stosowana u pacjentów w podeszłym wieku (>65 lat) – zmniejsza ryzyko wystąpiena zapalenia płuc.

#### Antybiotyki
Nie stwierdzono żadnych korzyści wynikających z przewlekłego stosowania antybiotyków w stabilnej POChP, nie zmniejszają częstości infekcji, ani tym samym nie zmniejszają liczby zaostrzeń.
Antybiotyki
Według wytycznych GOLD 2017 u chorych z grupy D stosujących trzy leki wziewne (LAMA+LABA + GKS wziewny) i występowaniu zaostrzeń można rozważyć dodanie makrolidu (azytromycyny) przewlekłe przez 1 rok, co zmniejsza częstość zaostrzeń, ale wiąże się z ryzykiem rozwoju odporności bakterii i wystąpienia zaburzeń słuchu.

#### α1-antytrypsyna
U młodych ludzi z obecną rozedmą niektóre kraje stosują leczenie substytucyjne α1-antytrypsyną. Jest to leczenie bardzo kosztowne i ma tylko zastosowanie w postaciach związanych z niedoborem tego enzymu.

#### Mukolityki
Obecnie nie zaleca się przewlekłego stosowania leków rozrzedzających wydzielinę drzewa oskrzelowego.

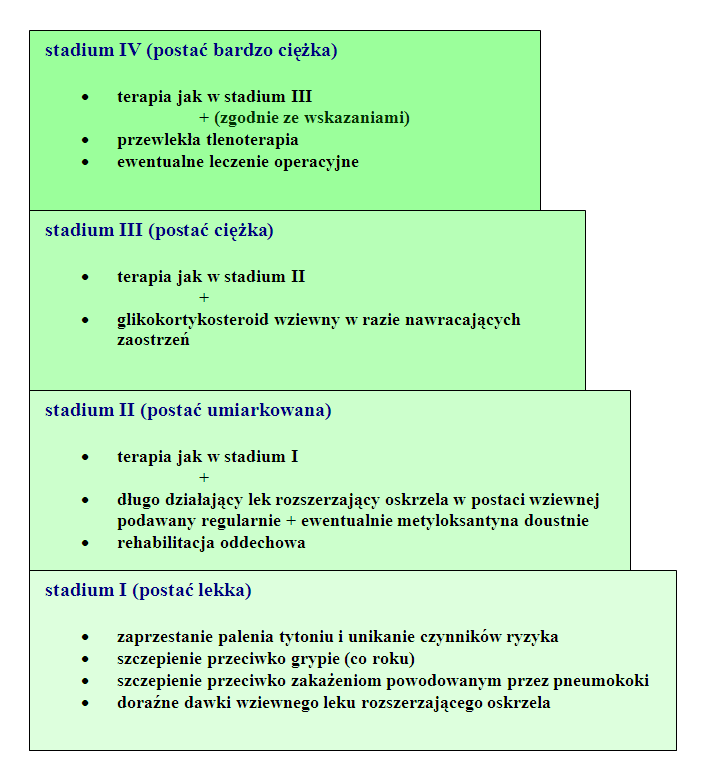
Schemat przewlekłej terapii POChP w zależności od stopnia zaawansowania choroby

#### N-acetylocysteina
N-acetylocysteina jako przeciwutleniacz może mieć zastosowanie u chorych, którzy nie stosują wziewnych glikokortykosteroidów. U pozostałych chorych nie znajduje zastosowania.

#### Leki przeciwkaszlowe
Kaszel pełni rolę ochronną – usuwanie szkodliwych pyłów, dlatego, mimo uciążliwości dla chorego, nie zaleca się stosowania leków przeciwkaszlowych.

#### Morfina
U chorych na ciężkie postaci POChP morfina i inne opioidy mogą być skuteczne w redukcji duszności.

#### Inne leki
Leki immunoregulujące powodują zmniejszenie częstości pojawiania się zaostrzeń oraz stopnia ich ciężkości.
Stosowanie tlenku azotu jako leku obniżającego ciśnienie w krążeniu płucnym, a przez to mającego wpływ na nadciśnienie płucne, jest przeciwwskazane u chorych na POChP ze względu na upośledzenie wymiany gazowej.
Kromony i leki przeciwleukotrienowe nie znajdują zastosowania w leczeniu POChP; jak do tej pory nie przeprowadzono odpowiednich badań potwierdzających ich ewentualną skuteczność, podobnie jak w przypadku infliksimabu i innych przeciwciał anty-TNF-α.
Nie przeprowadzono wiarygodnych badań naukowych na temat stosowania leków ziołowych, homeopatycznych i akupunktury w terapii POChP.

### Rehabilitacja i odżywianie
Właściwie prowadzona rehabilitacja oddechowa może poprawić wydolność wysiłkową, zmniejszyć uczucie duszności, zredukować ilość zaostrzeń i związanych z tym hospitalizacji, poprawić samopoczucie chorego i zmniejszyć depresję związaną z POChP. Korzyści z rehabilitacji mogą osiągnąć chorzy w każdym stadium POChP. Rehabilitacja polega głównie na poprawie wydolności organizmu poprzez wykonywanie ćwiczeń fizycznych, zazwyczaj jest to próba chodzenia na odcinku 10-metrowym tam i z powrotem ze stopniowym zwiększaniem obciążenia. Stosuje się również ćwiczenia kończyn górnych, zwykle z użyciem ergometru lub ciężarków – ćwiczenia takie są szczególnie korzystne u osób z osłabionymi mięśniami oddechowymi.
U pacjentów z POChP istotne jest utrzymanie prawidłowej masy ciała. U chorych może występować zarówno nadwaga, jak i niedożywienie (szczególnie w ciężkich stadiach choroby). Zmniejszony wskaźnik masy ciała jest u chorych z POChP czynnikiem ryzyka zgonu, dlatego należy dążyć do poprawy odżywienia (zwiększenie częstości posiłków, sanacja uzębienia, leczenie chorób towarzyszących).

### Tlenoterapia

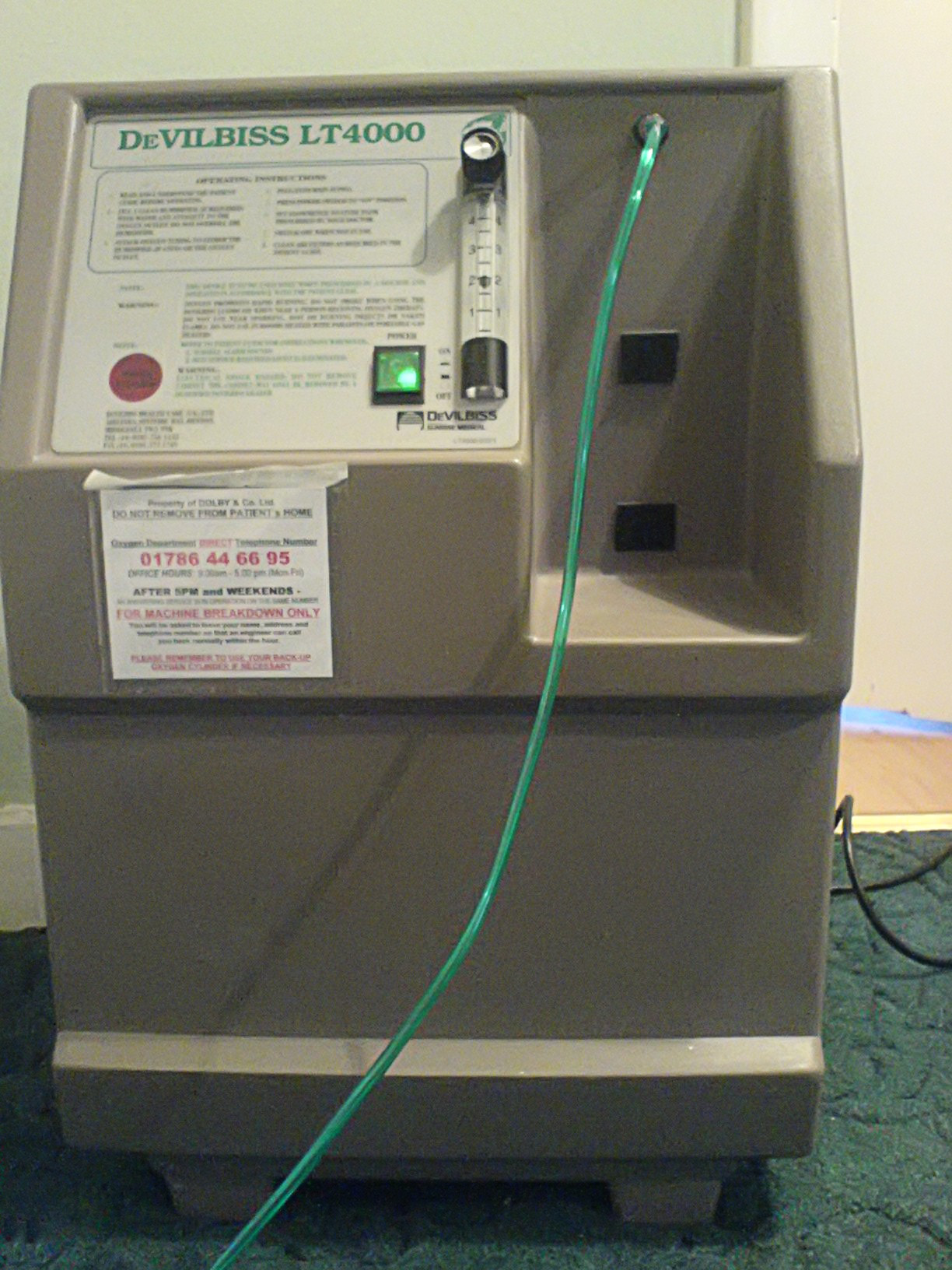
Domowy koncentrator tlenowy

Przewlekłe leczenie tlenem jest często stosowane u chorych z bardzo ciężką postacią POChP (IV stopień). Wykazano, że stosowanie tlenu przez minimum 15 godzin na dobę, przez osoby z przewlekłą niewydolnością oddechową, zwiększa przeżywalność. Powoduje także korzystne efekty hemodynamiczne poprzez zwolnienie narastania nadciśnienia płucnego.
Do przewlekłej tlenoterapii kwalifikują się pacjenci, u których w badaniu gazometrycznym wykonanym w okresie czuwania występują:
- PaO2 = 55 mm Hg (7,3 kPa) lub SaO2 = 88%, ze współistniejącą hiperkapnią lub bez niej;
- PaO2 = 55–60 mm Hg (7,3–8,0 kPa) lub SaO2 = 88% przy współistniejących objawach nadciśnienia płucnego, niewydolności serca (obrzęki) lub policytemią (hematokryt > 55%).

Celem takiej terapii jest osiągnięcie ciśnienia parcjalnego tlenu na poziomie > 60 mm Hg, albo saturacji > 90%.
Używa się zwykle stacjonarnych koncentratorów, a tlen powinien być podawany przez maskę twarzową (umożliwia odpowiednie dawkowanie tlenu) przez minimum 15 godzin dziennie. Maski twarzowe są niekiedy źle tolerowane przez pacjentów i zastępowane przez mniej obciążające „wąsy tlenowe”, ale taka postać tlenoterapii wymaga częstszego wykonywania badania wysycenia krwi gazami w celu określenia skuteczności terapii.

### Leczenie operacyjne
U pacjentów z obecnością dużych pęcherzy rozedmowych, które nie biorą udziału w wymianie gazowej, można zastosować chirurgiczne ich usunięcie, czyli tzw. bullektomię. Wycięcie pęcherza powoduje rozprężenie otaczającej tkanki i poprawę czynności płuc. Zabieg można wykonać z dojścia torakoskopowego.
Wśród innych zabiegów operacyjnych stosowanych w POChP wykonuje się tzw. operację zmniejszającą objętość płuc (OZOP), polegającą na wycięciu dolnych partii płuc w celu zmniejszenia ich rozdęcia. Powoduje to poprawę funkcji mięśni oddechowych, które mogą wytworzyć większe ciśnienie i w efekcie poprawić czynność płuc. Ten rodzaj terapii może być szczególnie skuteczny u chorych z rozedmą dominującą w górnych płatach.
Przeszczepienie płuc, u pacjentów wybranych według odpowiednich kryteriów, może poprawić jakość życia, jednak nie stwierdzono istotnego zwiększenia przeżywalności. Do przeszczepienia płuc kwalifikują się pacjenci z:
- FEV1 < 35% wartości należnej
- PaO2 < 55–60 mm Hg (7,3-8,0 kPa)
- PaCO2 > 50 mm Hg (6,7 kPa)
- wtórnym nadciśnieniem płucnym.

### Leczenie zaostrzeń

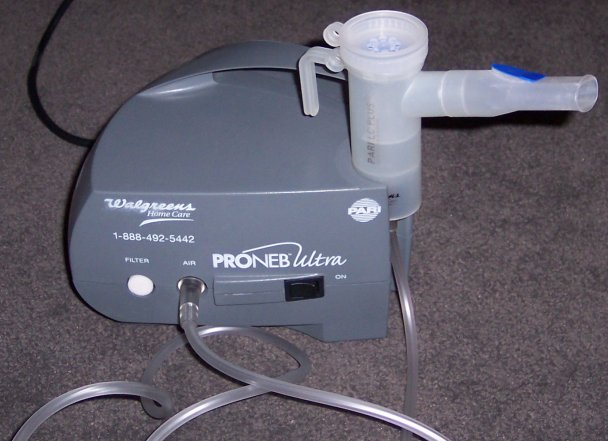
Nebulizator – urządzenie do inhalacji, np. leków rozszerzających oskrzela. Wykorzystywane m.in. w terapii ciężkich postaci POChP, a także w trakcie zaostrzeń

Leczenie zaostrzeń powinno odbywać się w warunkach szpitalnych, w zależności od stopnia ciężkości stanu ogólnego pacjenta i rozwijającej się kwasicy oddechowej, na oddziałach ogólnointernistycznych, pulmonologicznych lub na oddziałach intensywnej terapii.
Ostatnio popularność zyskują próby leczenia zaostrzeń POChP u chorych z ciężką postacią choroby, u których nie rozwinęła się niewydolność oddechowa, w warunkach domowych. Leczenie takie może charakteryzować się pozytywnymi aspektami medycznymi, jak i ekonomicznymi, jednak nie opracowano jeszcze ścisłych zaleceń, na podstawie których pacjentów można by kwalifikować do leczenia domowego i obecnie ta możliwość terapii nie znalazła szerszego zastosowania.
Lekiem pierwszego wyboru u chorych z zaostrzeniem POChP jest tlen. Podaje się go za pomocą wąsów lub maski Venturiego (ta może być jednak źle tolerowana przez pacjenta). Przepływ dobiera się tak, aby uzyskać zmniejszenie hipoksemii (zalecane utlenowanie krwi – ciśnienie parcjalne tlenu > 60 mm Hg, lub saturacja O2 > 90%). Wskazane jest wykonanie badania gazometrycznego krwi tętniczej przed zastosowaniem tlenoterapii oraz po upływie 1 godziny.
W celu szybkiego rozszerzenia oskrzeli stosuje się krótko działające, wziewne leki beta-adrenergiczne (leki z wyboru), np. salbutamol. W przypadku braku odpowiedzi lekiem drugiego rzutu są antycholinergiki (bromek ipratropium). Jeśli po podaniu powyższych leków nie uzyskano poprawy, do leczenia można dołączyć podawane dożylnie metyloksantyny (aminofilina, teofilina), jednakże szereg działań ubocznych jest niekiedy niewspółmierny do potencjalnego efektu bronchodilatacyjnego.
Lekami polecanymi w zaostrzeniach POChP są glikokortykosteroidy w postaci doustnej, albo dożylnej. Nie opracowano zaleceń odnośnie do dawki, ani czasu stosowania, niemniej podawanie większych ilości przez dłuższy okres wiąże się z większą częstością występowania skutków ubocznych. Ostatnie badania nie wykazały również przewagi dożylnego podania glikokortykosteroidów nad podaniem doustnym.
Ostatnie randomizowane badania wykazały poprawę czynności płuc po zastosowaniu antybiotyków u chorych z POChP, u których występowało nasilenie duszności z odkrztuszaniem dużej ilości ropnej plwociny. Antybiotykoterapię powinno się również stosować u pacjentów, którzy wymagają stosowania mechanicznej wentylacji ze względu na zwiększone ryzyko wewnątrzszpitalnego zapalenia płuc.
| Ciężkość zaostrzenia | Patogen | Antybiotykoterapia |
| -------------------- | --- | --- |
| Lekkie               | - Haemophilus influenzae - Streptococcus pneumoniae - Moraxella catarrhalis - Chlamydophila pneumoniae - wirusy                                  | - preferowane jest leczenie doustne: - beta-laktamy - tetracykliny - kotrimoksazol - alternatywne leczenie doustne: - beta laktamy z kwasem klawulanowym - makrolidy - cefalosporyny II lub III generacji - ketolidy                           |
| Umiarkowane          | - drobnoustroje jak w lekkim zaostrzeniu - bakterie wytwarzające beta-laktamazę - penicylinooporny Streptococcus pneumoniae - Enterobacteriaceae | - leczenie doustne: - beta-laktamy z kwasem klawulanowym - chinolony - leczenie dożylne: - beta-laktamy z kwasem klawulanowym - cefalosporyny II lub III generacji - chinolony                                                                 |
| Ciężkie              | - drobnoustroje jak w umiarkowanym zaostrzeniu - Pseudomonas aeruginosa                                                                          | - leczenie doustne: - chinolony w dużych dawkach (przy dużym ryzyku zakażenia Pseudomonas aeruginosa lewofloksacyna w dawce 750 mg) - leczenie dożylne: - chinolony w dużych dawkach - beta-laktamy z aktywnością wobec Pseudomonas aeruginosa |

U osób z ciężkim zaostrzeniem POChP, u których dotychczasowa terapia okazała się nieskuteczna, stosuje się wentylację mechaniczną (nieinwazyjną lub inwazyjną). Przy mniejszym nasileniu objawów można rozważyć nieinwazyjną wentylację mechaniczną (NIV). Wskazaniami do wentylacji inwazyjnej są:
| - ciężka duszność - tachypnoe > 35/min - ciężka hipoksemia - kwasica z pH < 7,25 - hiperkapnia > 60 mm Hg |  | - zatrzymanie oddechu - hipotonia, wstrząs - zaburzenia świadomości - niepowodzenie NIV |

Nie zaleca się stosowania leków pobudzających oddychanie, chociaż – przy braku możliwości NIV lub jej nieskuteczności – niekiedy do terapii dołącza się, na przykład, doksapram.

## Historia
Przewlekła obturacyjna choroba płuc jest znana od dawna, opisy rozedmy w piśmiennictwie medycznym przewijały się od kilku wieków, natomiast w oficjalnej nomenklaturze medycznej nazwa COPD (ang. chronic obstructive pulmonary disease) pojawiła się dopiero w 1966 roku. Pierwszego znanego opisu rozedmy dokonał René Laënnec w początkach XIX wieku.
W 1846 roku John Hutchinson wynalazł spirometr, aparat stosowany do dziś w celu wykonania badania diagnostycznego POChP. Laurel i Eriksson w 1963 roku odkryli schorzenie genetyczne: niedobór α1-antytrypsyny.
W 1998 roku powstała Światowa Inicjatywa na rzecz Walki z Przewlekłą Obturacyjną Chorobą Płuc (Global Initiative for Chronic Obstructive Lung Disease – GOLD) i w 2001 roku opublikowano pierwszy raport. W dalszym ciągu GOLD publikuje przegląd aktualnych badań dotyczących POChP.

## Klasyfikacja ICD10
| kod ICD10     | nazwa choroby                                                                 |
| ------------- | ----------------------------------------------------------------------------- |
| ICD-10: J44   | Inna przewlekła zaporowa choroba płuc                                         |
| ICD-10: J44.0 | Przewlekła zaporowa choroba płuc z ostrym zakażeniem dolnych dróg oddechowych |
| ICD-10: J44.1 | Nieokreślona przewlekła zaporowa choroba płuc w okresie zaostrzenia           |
| ICD-10: J44.8 | Inna określona przewlekła zaporowa choroba płuc                               |
| ICD-10: J44.9 | Nieokreślona przewlekła zaporowa choroba płuc                                 |